# Biblioteca di Stato di Berlino
La Biblioteca di Stato di Berlino (in tedesco: Staatsbibliothek zu Berlin; ufficialmente abbreviata in SBB, colloquialmente detta Stabi) è una grande istituzione bibliotecaria situata a Berlino, in Germania. È una delle più grandi biblioteche in Europa e una delle più importanti biblioteche accademiche di ricerca nel mondo di lingua tedesca. Raccoglie testi, media e opere culturali da tutti i campi in tutte le lingue, da tutti i periodi e da tutti i paesi del mondo, che sono di interesse per scopi accademici e di ricerca. Tra gli oggetti più famosi della sua collezione ci sono le più antiche illustrazioni bibliche, nel Frammento dell'Itala di Quedlinburg del V secolo, una Bibbia di Gutenberg, la principale collezione di autografi di Goethe, la più grande collezione al mondo di manoscritti di Johann Sebastian Bach e Wolfgang Amadeus Mozart, e la partitura originale della Sinfonia n. 9 di Ludwig van Beethoven.
Il patrimonio della biblioteca è contenuto in due edifici, uno, Haus Unter den Linden, progettato da Ernst von Ihne e realizzato tra il 1903 e il 1914, situato lungo il viale Unter den Linden (ex Berlino Est) e uno, Haus Potsdamer Straße, progettato da Hans Scharoun e realizzato tra il 1967 e il 1978 situato nel Kulturforum, in Potsdamer Straße (ex Berlino Ovest); il secondo edificio venne costruito dal momento che la biblioteca originaria era rimasta nel settore orientale in seguito alla costruzione del Muro nel 1961.

## Funzioni
La SBB è una delle sei biblioteche che formano l'Arbeitsgemeinschaft Sammlung Deutscher Drucke (AG SDD) che "collabora a costruire una raccolta completa di pubblicazioni stampate pubblicate in paesi di lingua tedesca dall'inizio della stampa tipografica fino ad oggi, per fornire informazioni su di essa, per renderla accessibile al pubblico e per preservarla per le generazioni future." Ciò crea una biblioteca nazionale "virtuale" o "distribuita", in cui ogni biblioteca è responsabile per un dato periodo, di cui la SBB copre il 1871-1912 per le stampe regolari, il 1801-1912 per mappe e giornali, e il 1801-1945 per gli spartiti musicali.
La biblioteca è responsabile per l'assegnazione dei codici ISIL in Germania.
Nell'ambito della cooperazione tra biblioteche tedesche e austriache, la SBB è responsabile "della manutenzione e dell'ulteriore sviluppo di ZDB", il database centrale dei periodici. "Lo ZDB contiene in realtà più di 1,8 milioni di registrazioni bibliografiche di periodici dal XVI secolo in poi, da tutti i paesi, in tutte le lingue, in 3700 biblioteche tedesche e austriache, con 15,6 milioni di informazioni sulle partecipazioni."
La SBB sta digitalizzando il proprio patrimonio e offre giornali digitalizzati per l'accesso pubblico via web nel loro sistema chiamato ZEFYS (Zeitungsinformationssystem). ZEFYS "attualmente fornisce in totale 281.990 emissioni da 192 giornali storici dalla Germania e quotidiani stranieri in tedesco."

## Storia
La storia della Biblioteca segue in parallelo quella della Germania. Negli anni ha visto varie divisioni e accorpamenti, subito ampliamenti e danneggiamenti come poche altre istituzioni simili.

### Biblioteca dei re
Nel primo periodo, le fortune della Biblioteca di Stato aumentarono e diminuirono per i capricci reali. Nel 1658 Federico Guglielmo, elettore di Brandeburgo decretò che i suoi libri privati fossero organizzati, catalogati e resi disponibili al pubblico. La sua biblioteca fu aperta nel 1661 a Cölln come "Biblioteca dell'Elettore" (in tedesco: Churfürstliche Bibliothek zu Cölln an der Spree). Nel 1699, Federico I più che raddoppiò la collezione, prolungò l'orario di apertura e introdusse la prima legge del deposito legale prussiano. Nel 1701 fu ribattezzata "Biblioteca reale" (in tedesco: Königliche Bibliothek) alla nomina di Federico I come primo re di Prussia. Federico Guglielmo I di Prussia donò la preziosa collezione scientifica all'Accademia delle scienze prussiana nel 1735. Anche Federico il Grande si preoccupò poco della biblioteca, preferendo invece la propria letteratura in lingua francese. Tuttavia, nel 1770 concesse alla biblioteca notevoli risorse e compì diverse importanti acquisizioni. Per evitare i problemi causati dalla sua dipendenza dalla corona, Federico il Grande concesse anche alla biblioteca una notevole autonomia.

### Crescita per il primato

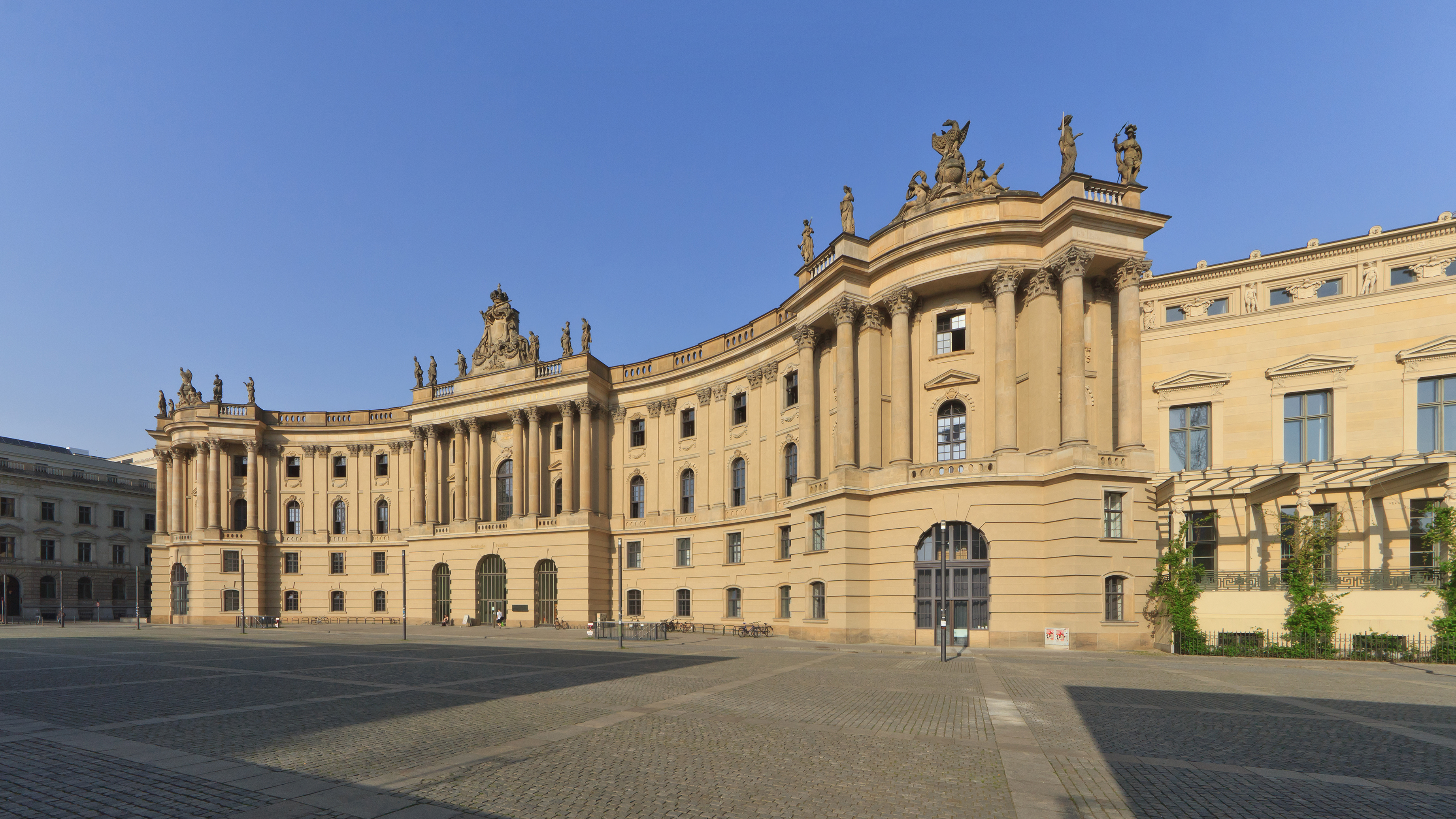
Alte Bibliothek in Bebelplatz

Con nuove risorse e autorità, la costruzione iniziò in un edificio della Biblioteca reale sulla Bebelplatz, nel centro di Berlino. Costruito tra il 1775 e il 1785 da Georg Christian Unger su progetto di Joseph Emanuel Fischer von Erlach, è soprannominato Kommode ("cassettiera") per il suo aspetto neobarocco. La collezione subì quindi un miglioramento e un'espansione quasi continui. Nel 1905 era diventato il più grande e più influente deposito di materiale in lingua tedesca, e con 1,2 milioni di libri una delle più grandi biblioteche del mondo.  L'edificio di Bebelplatz ospitò la biblioteca fino al 1914, quando la sede si trasferì in nuovi locali ancora più grandi sul viale Unter den Linden: il culmine dello sviluppo della biblioteca prima della prima guerra mondiale. Oggi il vecchio edificio, l'Alte Bibliothek, ospita la facoltà di giurisprudenza dell'Università Humboldt.
Alla fondazione della Repubblica di Weimar la biblioteca fu ribattezzata "Biblioteca statale prussiana" (tedesco: Preußische Staatsbibliothek). Dopo il 1919, gli effetti economici della guerra e dell'inflazione in biblioteca furono mitigati grazie al sostegno attivo dell'Associazione di emergenza delle scienze tedesche (dopo il 1930, Deutsche Forschungsgemeinschaft).

### La seconda guerra mondiale

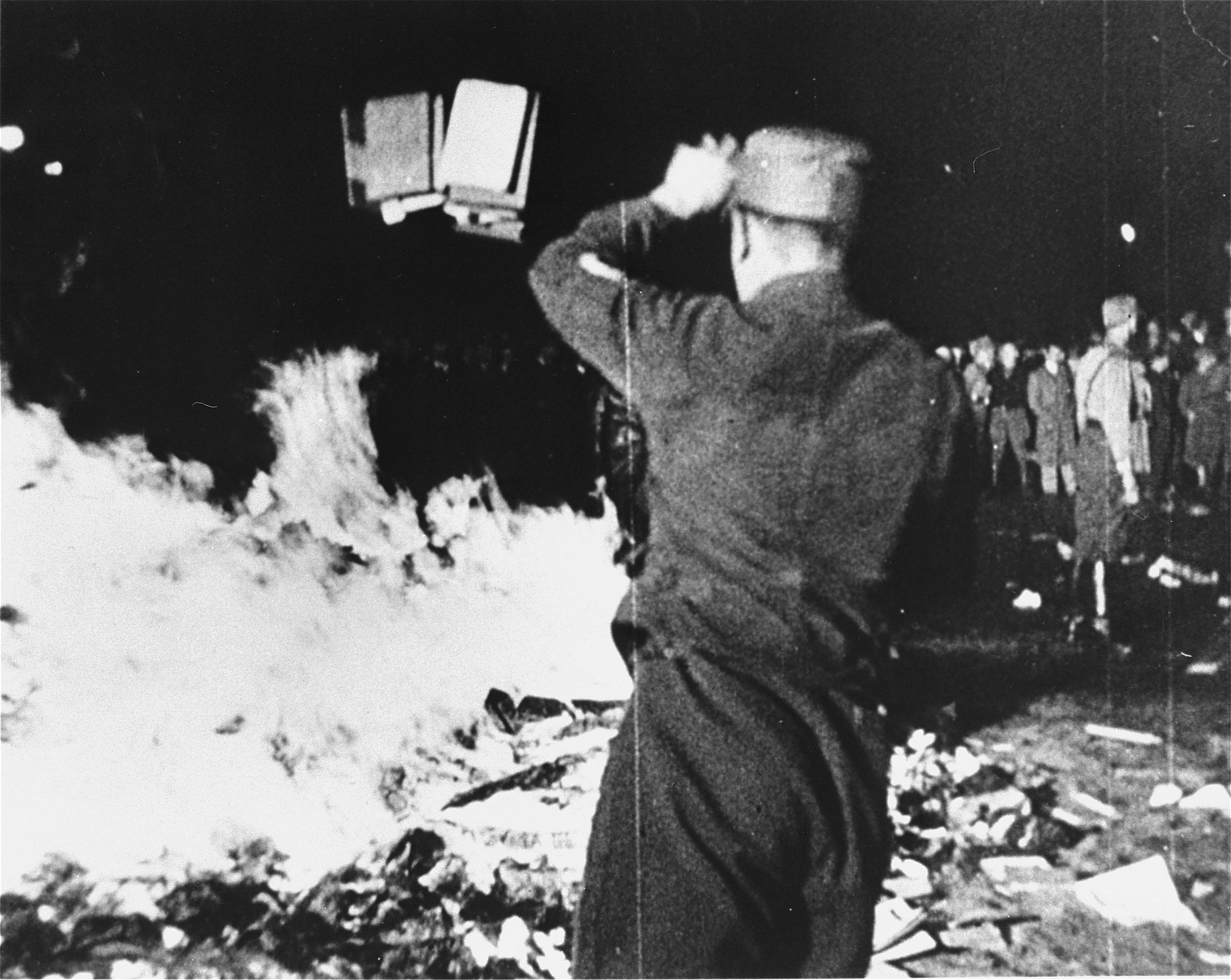
Rogo di libri in Bebelplatz, maggio 1933.

Il periodo nazista danneggiò gravemente l'istituzione attraverso intimidazioni politiche, licenziamenti, restrizioni sulle acquisizioni straniere e per gli effetti della seconda guerra mondiale. Il 10 maggio 1933, presso la Bebelplatz, si tenne una cerimonia di rogo di libri da parte dei membri della Deutsche Studentenschaft, della Lega studentesca tedesca socialista nazionale, delle "camicie brune" delle Sturmabteilung e dei gruppi della Gioventù hitleriana su istigazione del ministro della propaganda Joseph Goebbels. I nazisti bruciarono più di 20 000 libri - per lo più provenienti da un'università vicina, non dalla stessa biblioteca di stato - incluse opere di Thomas Mann, Erich Maria Remarque, Heinrich Heine, Karl Marx e molti altri. Oggi una lastra di vetro incastonata nella Bebelplatz, che offre una vista di librerie vuote, commemora l'evento. Dopo che una bomba alleata colpì l'edificio di Unter den Linden nel 1941, le varie proprietà (ora circa 3 milioni di volumi e oltre 7400 incunaboli) furono evacuate in 30 monasteri, castelli e miniere abbandonate in Germania. Alla fine della guerra, l'edificio principale fu gravemente danneggiato, le preziose collezioni distribuite tra le zone di occupazione alleate; il personale della biblioteca era stato ucciso o disperso e 700.000 volumi distrutti o persi. Con la dissoluzione formale dello Stato di Prussia nel 1947, il supporto per la biblioteca terminò e la Biblioteca di Stato prussiana cessò di esistere.

### Ricostruzione e riunificazione
Dopo il 1945, parti della collezione che erano state nascoste in quella che divenne la zona di occupazione sovietica furono restituite all'edificio di Unter den Linden, danneggiato dalla guerra, a Berlino Est. Fu inaugurato nel 1946 come "Biblioteca scientifica pubblica" (tedesco: Öffentliche Wissenschaftliche Bibliothek). Quando altri lavori di restauro furono completati nel 1955, la biblioteca fu rinominata Biblioteca di Stato tedesca (tedesco: Deutsche Staatsbibliothek). La grande sala da lettura a cupola, tuttavia, è rimasta una rovina nel centro dell'edificio.
Una parte più consistente della collezione si trovava nella zona di occupazione americana, tra cui un nascondiglio di 1,5 milioni di volumi nascosti in una miniera di potassio vicino a Hattorf, e fu trasferito all'Università di Marburg nel 1946. Questa collezione fu aperta al pubblico come "Biblioteca dell'Assia" (tedesco: Hessische Bibliothek) e nel 1949, quando arrivarono gli ultimi pezzi perduti, fu ribattezzata "Biblioteca della Germania Ovest" (tedesco: Westdeutsche Bibliothek). Quelle parti della collezione che erano state nella zona di occupazione francese, principalmente a Beuron Archabbey, furono raccolte all'Università di Tubinga. Nel 1962 la Repubblica federale approvò una legge che attribuisce la responsabilità amministrativa di tutte queste raccolte alla Fondazione per il patrimonio culturale prussiano, dotandola di finanziamenti statali. Durante gli anni '60, i vari materiali, servizi e personale iniziarono a trasferirsi a Berlino Ovest. Per ospitare tutto questo, un nuovo grande complesso di edifici sul Kulturforum fu costruito vicino al Muro di Berlino, a solo 1,5 km dalla biblioteca di Berlino Est.
Dopo la riunificazione tedesca, le due istituzioni sono state formalmente riunite nel 1992. Il nuovo edificio di Berlino Ovest e l'originale edificio di Berlino Est sono diventati "una biblioteca con due case" e la vecchia Biblioteca di Stato è rinata come Biblioteca di Stato di Berlino. Dal 2000 fino al 2012 la Biblioteca di Stato di Berlino è stata ristrutturata dall'architetto tedesco HG Merz. La sala di lettura distrutta, il nucleo dell'edificio, fu sostituita da un cubo di vetro.

### Eredità del passato
Molti oggetti importanti della collezione originale si trovano ora in Polonia e nei territori dell'ex Unione Sovietica - dichiarati come riparazioni di guerra, a volte controverse - come la collezione Berlinka, oggi ospitato dall'Università Jagellonica di Cracovia. Lo spartito originale dell'Ottava Sinfonia di Beethoven è un esempio particolare della divisione: mentre il primo, il secondo e il quarto movimento sono a Berlino, il terzo è conservato a Cracovia. Viceversa, si stima che circa 10.000 volumi e 9.000 altri articoli nella Biblioteca di Stato di Berlino siano il risultato del saccheggio nazista. Il rimpatrio e l'"autocritica" su questi materiali hanno sofferto di negligenza, così nel 2005 la Fondazione per il patrimonio culturale prussiano istituì il "Centro per la ricerca sulle provenienze" per accelerare il processo.

## Edifici

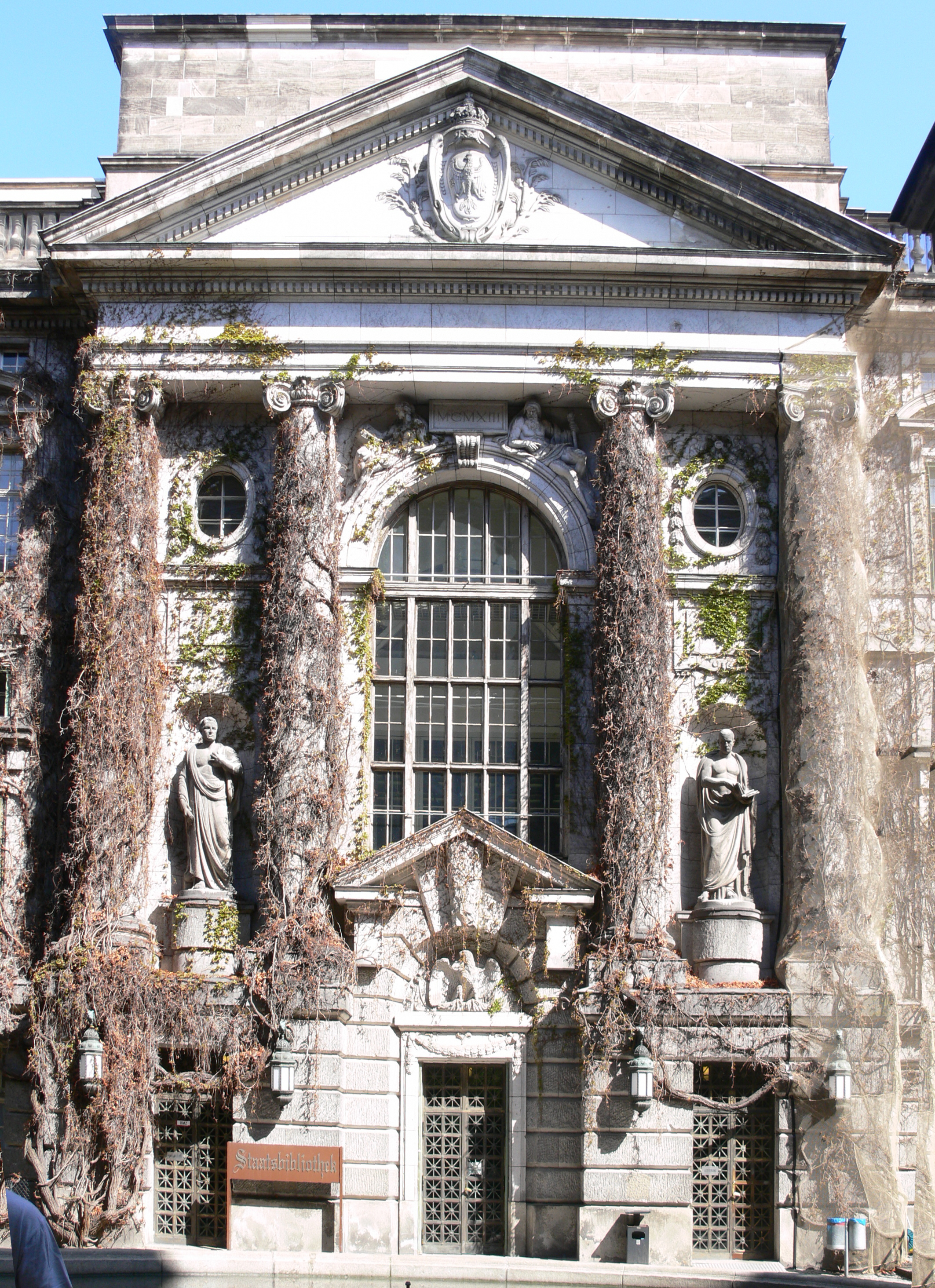
Haus Unter den Linden

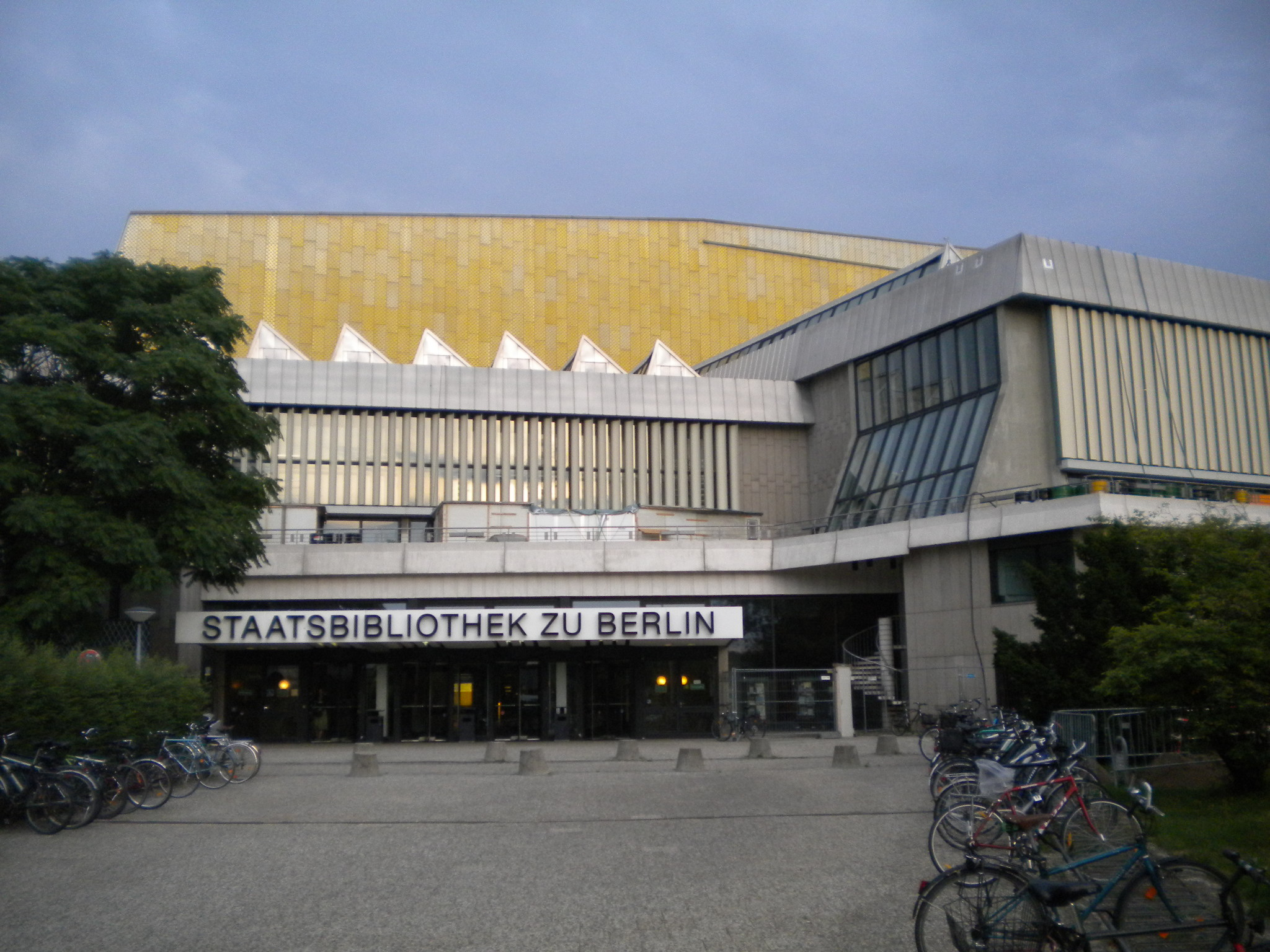
Haus Potsdamer Straße

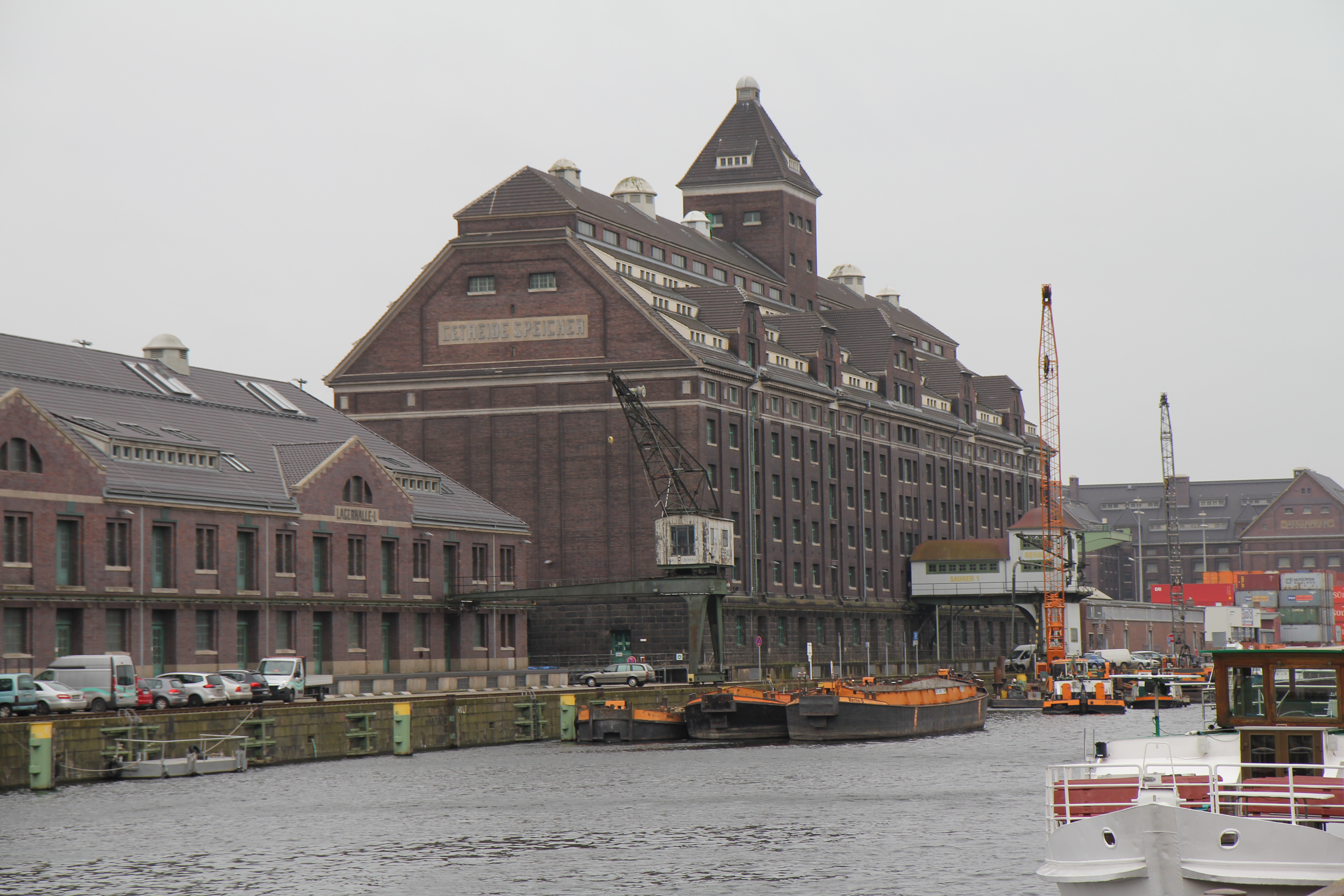
Ex granaio di Westhafen

La Biblioteca di Stato opera da due importanti siti pubblici, Haus Unter Den Linden e Haus Potsdamer Straße, ed è detta "Biblioteca in due case". Ci sono altre sedi secondarie per giornali, riviste e archivi non aperti al pubblico.

### Haus Unter den Linden
L'edificio principale originale fu costruito tra il 1908 e il 1913 dalla Direzione prussiana della costruzione e della finanza di Berlino, allora responsabile delle costruzioni pubbliche della città. Il progetto neobarocco è del famoso architetto della corte guglielmina Ernst von Ihne ed è stato ulteriormente adattato da Alexander Baerwald, che era responsabile della direzione della costruzione. Di fronte all'edificio si trova una statua equestre di Federico il Grande. L'edificio fu danneggiato per il 40% durante la seconda guerra mondiale e, dopo la divisione di Berlino, finì a Berlino Est. Sta subendo una grande espansione da parte di Hans-Günter Merz, tra cui una nuova sala di lettura centrale traslucida sulle rovine della vecchia cupola, e diventerà la principale biblioteca di ricerca storica che ospita la collezione fino al 1945 incluso.

### Haus Potsdamer Straße
Questo è il nuovo edificio nel Kulturforum di Potsdamer Straße a Berlino Ovest, progettato da Hans Scharoun con la partecipazione di Edgar Wisniewski. La costruzione iniziò nel 1967 per ospitare quelle parti delle proprietà evacuate della biblioteca dalle zone di occupazione alleate occidentali alla fine della seconda guerra mondiale. Dopo 11 anni di costruzione, è stato inaugurato dal presidente federale Walter Scheel e aperto al pubblico nel 1978. È stato rinnovato dal 1999 al 2001. L'edificio è attualmente in fase di ulteriore riqualificazione per renderlo una moderna biblioteca di ricerca e complemento della Haus Unter den Linden e ospiterà la collezione dal 1946 in poi.

### Altri siti
Westhafensituato a Berlin-Moabit, questo edificio è un granaio ristrutturato e ospita la collezione di giornali e la biblioteca per bambini e giovani. Serve anche come sito temporaneo per altre importanti collezioni durante il restauro dell'edificio di Unter den Linden.
Friedrichshagen Storage Magazinesituato a Friedrichshagen e originariamente costruito nel 1950 per varie agenzie scientifiche della Repubblica Democratica Tedesca, questo sito è stato rinnovato e ampliato nel 2011 in una struttura di stoccaggio tecnologicamente avanzata per manufatti culturali. Comprende 22.000 metri quadrati di spazio climatizzato ed è previsto un altro ampliamento dello spazio.

## Patrimonio
- Più di 11 milioni di libri
- Più di 200 000 libri rari
- 4442 incunabuli
- 18 300 manoscritti occidentali (inclusi parti della Nibelungenlied)
- 42 170 manoscritti orientali (inclusi antiche stampe Ming)
- 250 000 documenti autografi (inclusi Lessing, Goethe, Kleist)
- 66 350 documenti autografi musicali
- 1 400 archivi di proprietà immobiliari (inclusi quelli della famiglia Mendelssohn)
- 460 000 partiture
- 1,1 milioni di mappe, atlanti e mappamondi
- 38 000 abbonamenti a serie di periodici e monografie
- 180 000 volumi di antichi quotidiani
- 22 900 stampati e riviste
- 24 400 quotidiani elettronici con licenza
- 4 700 database
- 2,3 milioni di microfiches e microfilm
- 13,5 milioni di immagini presso il Prussian Heritage Image Archive

Tra i tesori più preziosi della biblioteca ci sono il Salterio di Ludovico II il Germanico (tedesco: Psalter Ludwigs des Deutschen) risalente al IX secolo e una copia riccamente ornata della Bibbia di Gutenberg. Il più antico libro manoscritto della collezione è un codice copto del libro biblico dei Proverbi risalente al III secolo; il più antico libro stampato è un testo buddista dell'VIII secolo proveniente dal Giappone, lo Hyakumantó Darani. Il manoscritto (Hamilton 90) autografo del Decameron di Giovanni Boccaccio
La biblioteca ha anche una vasta collezione di importanti manoscritti musicali, tra cui l'80% di tutti gli autografi di Johann Sebastian Bach e
Wolfgang Amadeus Mozart. Esempi importanti di composizioni autografate includono la Messa in Si minore di Bach, le sue Passioni di San Matteo e San Giovanni e quasi tutte le opere di Mozart. Oltre alla quarta, quinta e ottava sinfonia di Ludwig van Beethoven, la Biblioteca conserva anche la colonna sonora autografa, i fogli autografi e i documenti storici della sua celeberrima Nona sinfonia, che è stata aggiunta al Registro mondiale della memoria mondiale dell'UNESCO nel 2001
Altri oggetti degni di nota sono una mappa della Germania del 1491 di Nikolaus von Kues, l'Atlante del Grande Elettore (in tedesco: Atlas des Großen Kurfürsten), l'album Jahangir del 1600 circa, la più grande Bibbia ebraica e la più grande pergamena della Torah nel mondo.